# Дзюба Володимир Іванович
Володимир Іванович Дзюба (народився 24 лютого 1946 року, м. Полтава, УРСР) — білоруський поет та драматург.

## Біографія
Народився 24 лютого 1946 року у місті Полтава, в сім'ї службовців.
Дитинство провів у селі Потапівка, Буда-Кашаловського району, Гомельської області.
Закінчив кафедру білоруської мови та літератури філологічного факультету Білоруського державного університету (1968 рік) В тому ж році працював викладачем білоруської мови та літератури в Миколаївській середній школі Буда-Кошаловського району.
У 1968-1969 роках служив у Радянській армії.
З 1970 по 1972 роки працював редактором на Гомельській телестудії.
З 1972 по 1977 роки — літературний працівник газети «Гомельська правда».
З 1978 року кореспондент газети «На сторожі жовтня» (Мінськ).
З 1980 року старший редактор літературно-драматичного мовлення на Білоруському радіо.
Член СП СРСР з 1986 року.

## Творчість
Перший вірш опублікував у Буда-Кошалівській районній газеті «Ленінський шлях» в шкільні роки.
Вперше опублікував свої вірші в республіканській пресі у 1963 році. (Газета «Червона змія»).
Автор поетичних збірок «Вулиці без імен» (1972), «Коло» (1976), «Коріння блискавки» (1986). Написав радіоп'єси у віршах «Життя революціонера» (з А. Петухом, постановка у 1987 році), "І. Орловський "(режисер, 1989 року),"Нарочний. Рукевич. Рілєєв "(постановка у 1990 році).